# Casa dos Bicos
La Casa dos Bicos ("casa dei becchi" in portoghese, dalla forma dei mattoni della facciata) è una dimora storica della città di Lisbona in Portogallo. Il palazzo, costruito all'inizio del XVI secolo nel quartiere di Alfama, ha una particolare facciata di influenza rinascimentale e manuelina. È sopravvissuto al disastroso terremoto di Lisbona del 1755 che distrusse la maggior parte della città.

## Storia
La Casa dos Bicos fu fatta costruire nel 1523 da Brás de Albuquerque (1501-1581), figlio del terzo governatore dell'India portoghese, Alfonso de Albuquerque. Brás de Albuquerque aveva trascorso alcuni anni in Italia, dove aveva potuto osservare dal vivo l'architettura rinascimentale italiana, tra cui probabilmente il Palazzo dei Diamanti di Ferrara, che ha le facciate in bugnato a forma di punte di diamante. In seguito al suo ritorno in Portogallo, Brás de Albuquerque fece costruire la Casa dos Bicos con una facciata che riprendesse questi stessi "diamanti" ma che incorporasse anche finestre e portali in stile manuelino.
Il terremoto del 1755 distrusse la facciata principale e i due piani superiori della facciata che dà su Rua dos Bacalhoeiros (l'attuale facciata principale).
Il palazzo rimase nelle mani della famiglia Albuquerque fino al XIX secolo, quando venne acquistato da Caetano Lopes da Silva, un commerciante di merluzzo. Venne quindi utilizzato per anni come magazzino per il bacalhau (baccalà). Nel 1955 la Casa fu acquistata dalla Camera municipale di Lisbona.
Negli anni 1980 la Casa dos Bicos venne restaurata e parzialmente ricostruita, restituendo al congiunto architettonico la sua volumetria originale. I due piani superiori dell'attuale facciata principale vennero ricostruiti in base a disegni e pitture precedenti il 1755, che mostravano una loggia rinascimentale al terzo piano e le finestre in stile manuelino.
All'interno del perimetro della casa furono condotti degli scavi archeologici, rivelando resti d'epoca romana e moresca.
Nell'edificio è dal 2008 stabilita la Fondazione José Saramago, che ne occupa i suoi piani superiori. La casa accoglie inoltre la biblioteca dello scrittore premio Nobel per la Letteratura. Dal 2014 uno dei nuclei del Museu de Lisboa è stato inaugurato presso la Casa dos Bicos, comprendente un'esposizione permanente e un'area archeologica.
Nella piazza antistante la Casa dos Bicos, ai piedi di una pianta di olivo proveniente da Azinhaga do Ribatejo (freguesia di Golegã), luogo di nascita di José Saramago, sono state poste nel 2011 le ceneri dello scrittore, nel corso di una cerimonia pubblica che ha visto la partecipazione della vedova Saramago, Pilar del Río.

## Galleria d'immagini

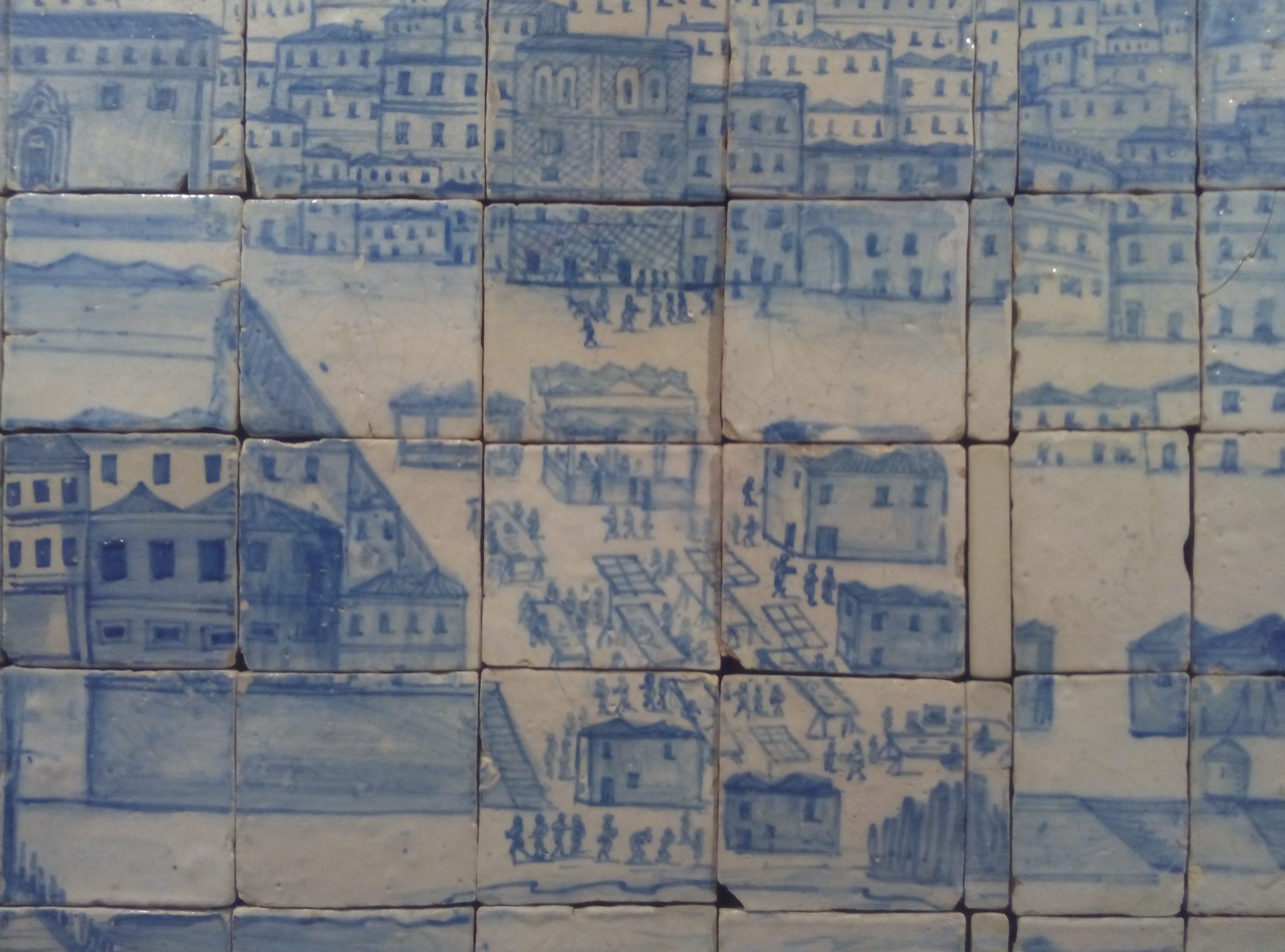
L'area del Mercado da Ribeira Velha con la Casa do Bicos in un dettaglio del Grande Panorama de Lisboa, azulejo attribuito a Gabriel del Barco (1649-1703). L'opera, custodita presso il Museo nazionale dell'azulejo, fornisce una preziosa testimonianza dell'aspetto di Lisbona prima del terremoto del 1755.
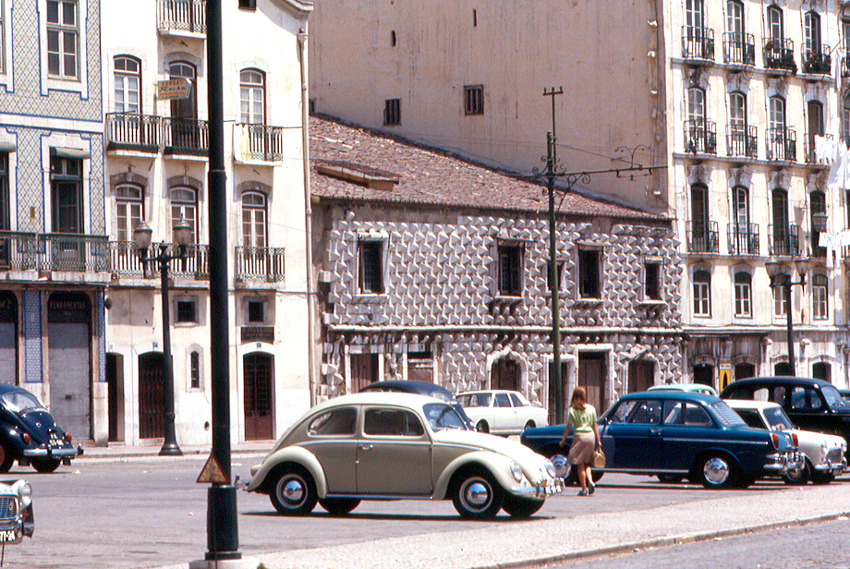
La Casa dos Bicos nel 1968, prima degli interventi di ricostruzione che le hanno restituito l'aspetto originario.
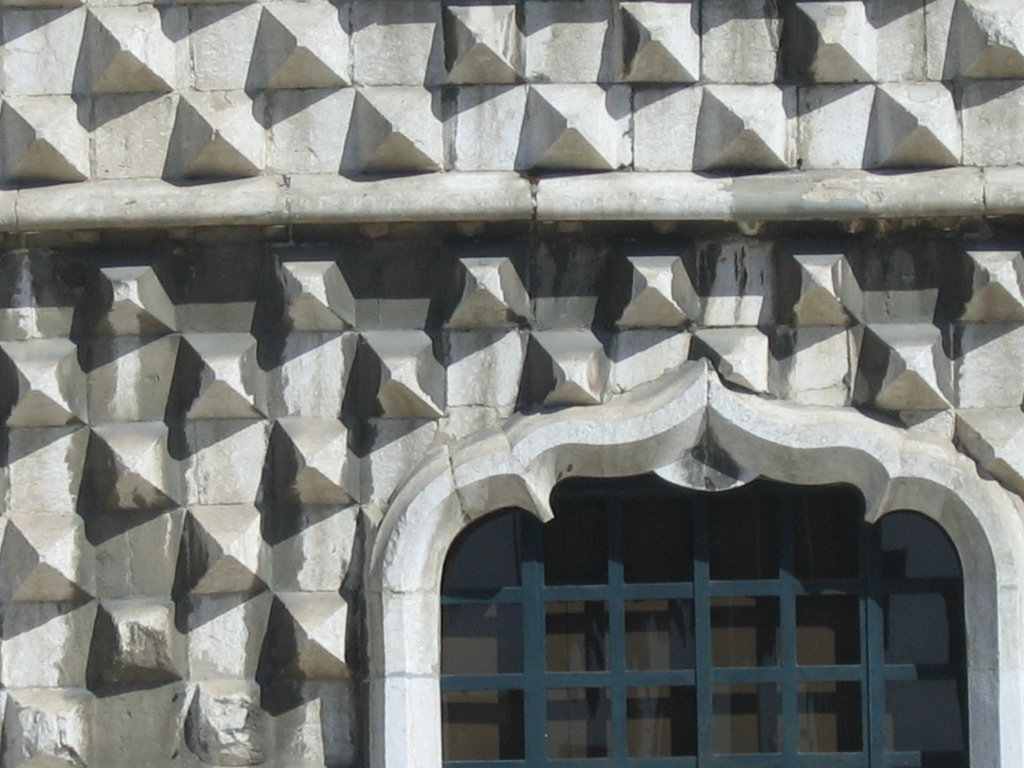
Dettaglio della facciata.
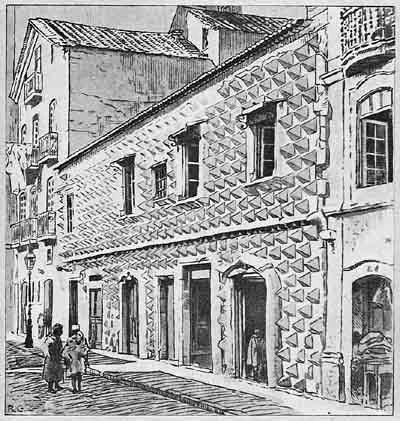
La Casa dos Bicos in un disegno di Alfredo Roque Gameiro contenuto nella sua raccolta Lisboa Velha, pubblicata nel 1925.